# クマバチ
クマバチ（熊蜂、学名：Xylocopa）は、ミツバチ科クマバチ属に属する昆虫の総称。一般に大型のハナバチであり、これまで、約500種が記載されている。方言によっては、連濁に伴う入り渡り鼻音を挟んでクマンバチとも呼ばれる。
日本の在来種は、クマバチ（キムネクマバチ）、アマミクマバチ、オキナワクマバチ、アカアシセジロクマバチ、オガサワラクマバチの5種が知られ、それぞれ地理的に棲み分けている（「下位分類と分布」の章を参照）。また、近年、タイワンタケクマバチやソノーラクマバチ(en)など外来種の侵入も確認されている。単にクマバチと呼ぶときは、北海道から九州にかけて広く分布するクマバチ（別名キムネクマバチ、Xylocopa appendiculata circumvolans (Smith, 1873)）を指すことが多い。

## 形態
体長は2cmを超え、ずんぐりした体形で、胸部には細い毛が多い。全身（地色）が黒く、翅（昆虫の羽のこと）も黒っぽい飴色、胸部の毛は種によって色が異なり、本州などでみられるクマバチは胸部が黄色いのでよく目立つ。体の大きさの割には小さめな翅を持つ。
メスは顔全体が黒く、複眼は切れ長。額は広く、顎も大きいため、全体に頭が大きい印象である。それに対し、オスは複眼が丸く大き目で、やや狭い額に黄白色の毛が密生し、全体に小顔な印象を受ける。

## 生態
本州のクマバチ（キムネクマバチ）は、おおむね山桜類カスミザクラなどが咲き終わる晩春頃に出現し、街中でもフジやニセアカシアの花などに活発に訪花するのがよく見られる。成虫の活動期間は晩春から中秋頃まで。寿命は1年程度と推定され、その年生まれの新成虫は越冬して翌年に繁殖活動に参加すると推定されている。
「ブーン」という大きな音を立てて、安定した飛行をする。
食性は、他のハナバチ同様、花蜜・花粉食。初夏から秋にかけてさまざまな花を訪れるが、頑丈な頸と太い口吻を生かして花の根元に穴を開けて蜜だけを得る盗蜜もよく行う。この頑丈な頸は、後述の穿孔営巣性によって発達したものと考えられ、このハチの形態的特徴のひとつである。
フジの仲間の花はクマバチに特に好まれるが、とても固い構造で蜜を守っており、クマバチの力でこじ開けないと花が正面から開かない。また、クマバチが花に止まって蜜を飲もうとすると、初めて固い花弁が開いて隠れていた花柱と葯が裸出し、クマバチの胸部や腹部に接する。このことから、フジはクマバチを花粉媒介のパートナーとして特に選んでいると考えられる。こうした、クマバチに特に花粉媒介を委ねている花はクマバチ媒花と呼ばれ、トケイソウ科のパッションフルーツなどの熱帯果樹や、マメ科のフジやユクノキなどに見られる。
春先の山道や林道では、オスが交尾のために縄張り内の比較的低空をホバリングし、近づくメスを待つ様子が多数見られる。また、オスはメスに限らず飛翔中の他の昆虫や鳥類など接近してくる対象のすべてを追跡し、メスであるか否かを確認する習性がある。

初夏、メスが太い枯れ枝や木造家屋の垂木などに細長い巣穴を掘り（穿孔営巣性）、中に蜜と花粉を集める。蜜と花粉の団子を幼虫1匹分ずつ丸めて産卵して間仕切りをするため、1つの巣穴に1列に複数の個室が並ぶ。その夏のうちに羽化する子供はまだ性的に未成熟な亜成虫と呼ばれ、しばらく巣に残って親から花粉などを貰う。また、その際には亜成虫が巣の入口に陣取ることにより、天敵の侵入が若干だが防がれる。巣内に侵入して産卵する天敵として、ヒラズゲンセイがよく知られる。成虫の姿での母子の同居は通常の単独性のハナバチには見られない行動であり、亜社会性と呼ばれる。これはまた、ミツバチやマルハナバチなどにみられる高度な社会性（真社会性）につながる社会性への中間段階を示すものとも考えられる。巣の周囲で他の個体への激しい排斥行動は行わないため、同じ枯れ木に複数が集まって営巣することもある。
体が大きく羽音の印象が強烈であるため、獰猛な種と誤解されることが多いが、実際の性質はきわめて温厚である。ひたすら花を求めて飛び回り、人間にはほとんど関心を示さない。オスは比較的行動的であるが、針が無いため、刺すことはない。毒針を持つのはメスのみであり、メスは巣があることを知らずに巣に近づいたり、個体を脅かしたりすると刺すことがあるが、アナフィラキシーショックが出なければたとえ刺されても重症に至ることは少ない。

## 下位分類と分布
- クマバチ（別名:キムネクマバチ）Xylocopa appendiculata circumvolans - 北海道南部から屋久島にかけて[5][6]。日本固有亜種。原名亜種のXylocopa appendiculata appendiculata は、朝鮮半島から中国にかけての東アジアに広く分布。
- アマミクマバチ Xylocopa amamensis - 口永良部島から徳之島にかけて。日本固有種。
- オキナワクマバチ Xylocopa flavifrons - 沖永良部島から沖縄島にかけて。日本固有種。
- アカアシセジロクマバチ Xylocopa albinotum - 多良間島から与那国島にかけて。日本固有種。
- オガサワラクマバチ Xylocopa ogasawarensis - 小笠原諸島の父島列島、母島列島。日本固有種。国の天然記念物（昭和45年指定）
- タイワンタケクマバチ Xylocopa tranquebarorum - 2007年に東海地方において侵入が見つかった外来種。
- ソノーラクマバチ Xylocopa sonorina - 小笠原諸島の硫黄島。アメリカ大陸原産の外来種
- スミレクマバチ（英語版） Xylocopa violacea - ヨーロッパ東部から中国中部にかけて広く分布。

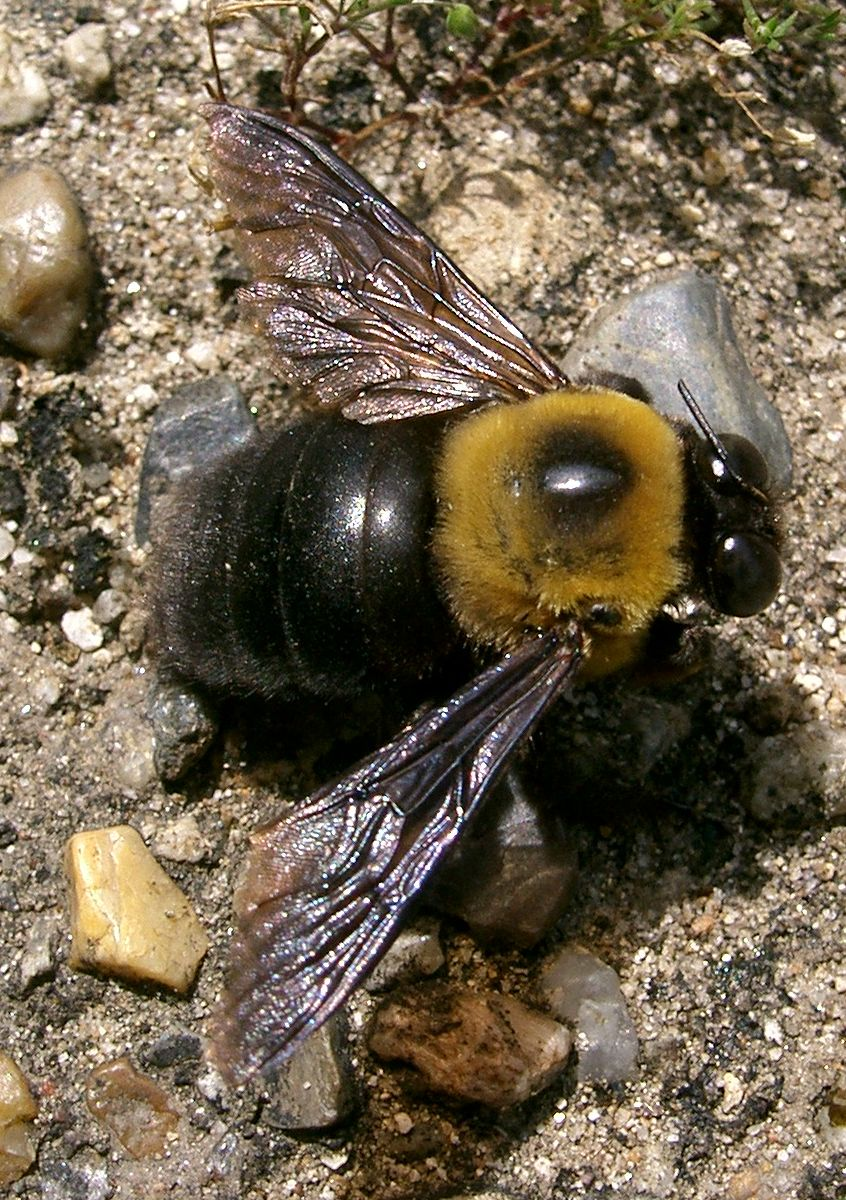
クマバチ（キムネクマバチのオス）
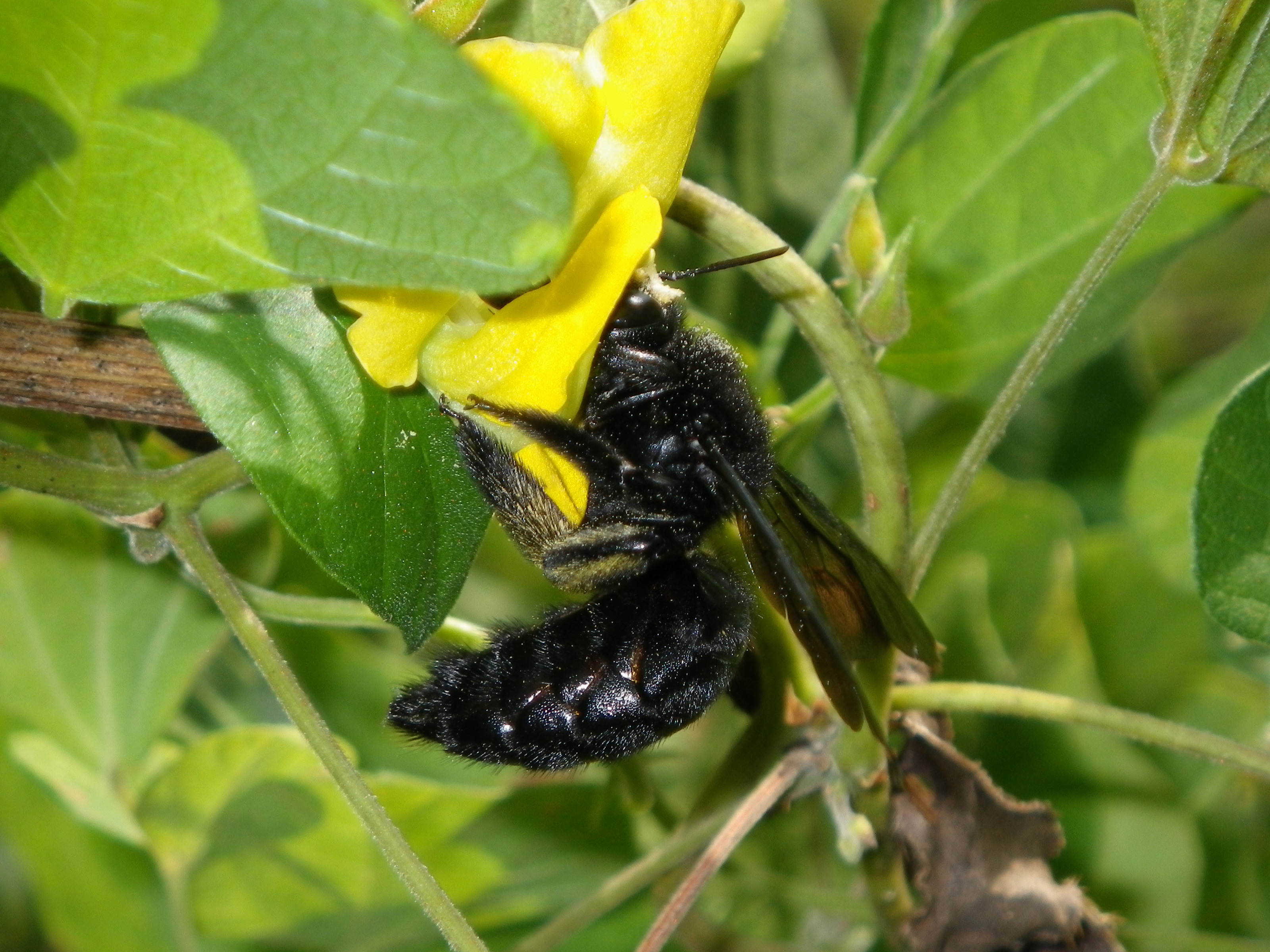
タイワンタケクマバチ
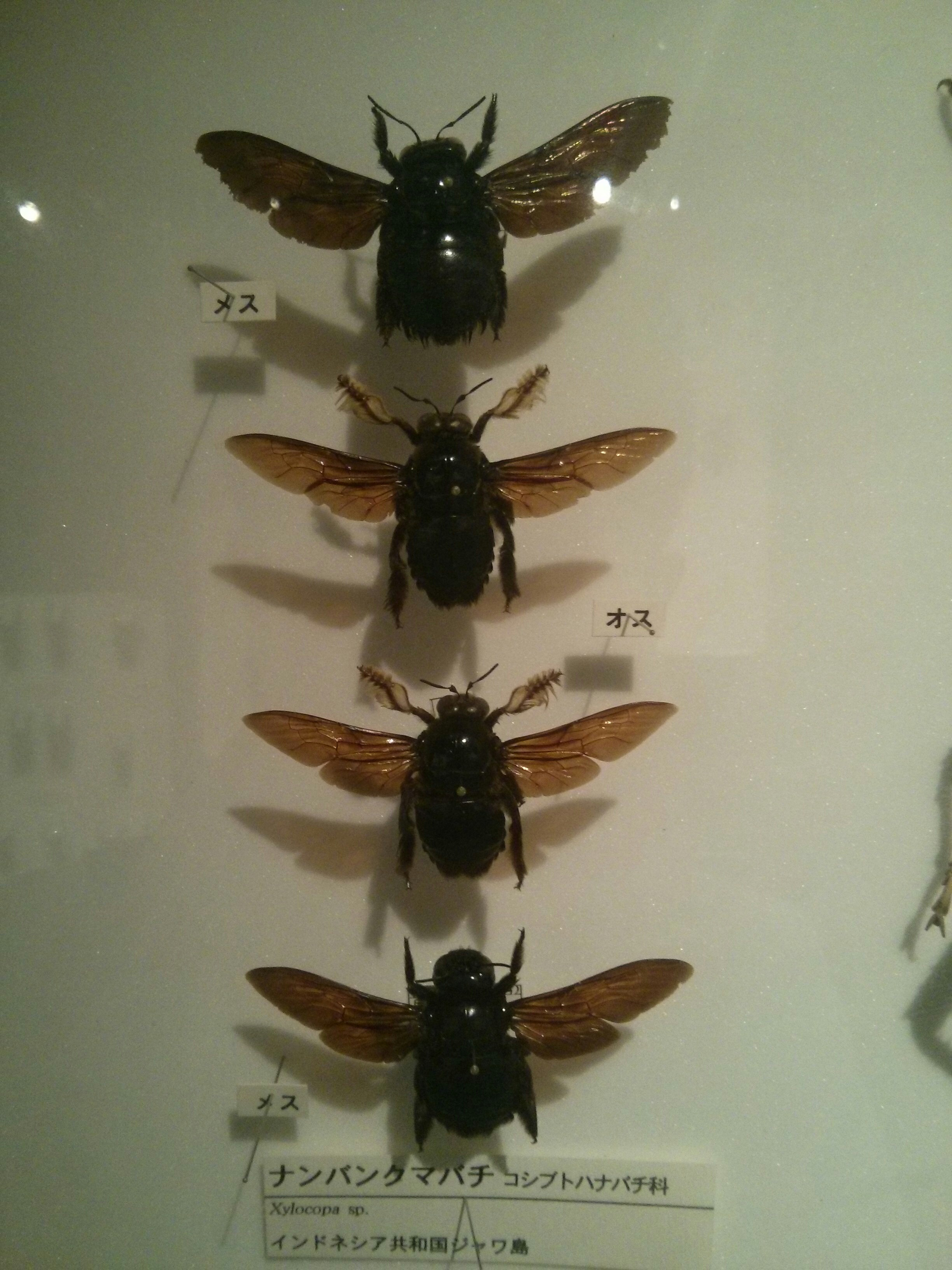
ナンバンクマバチ
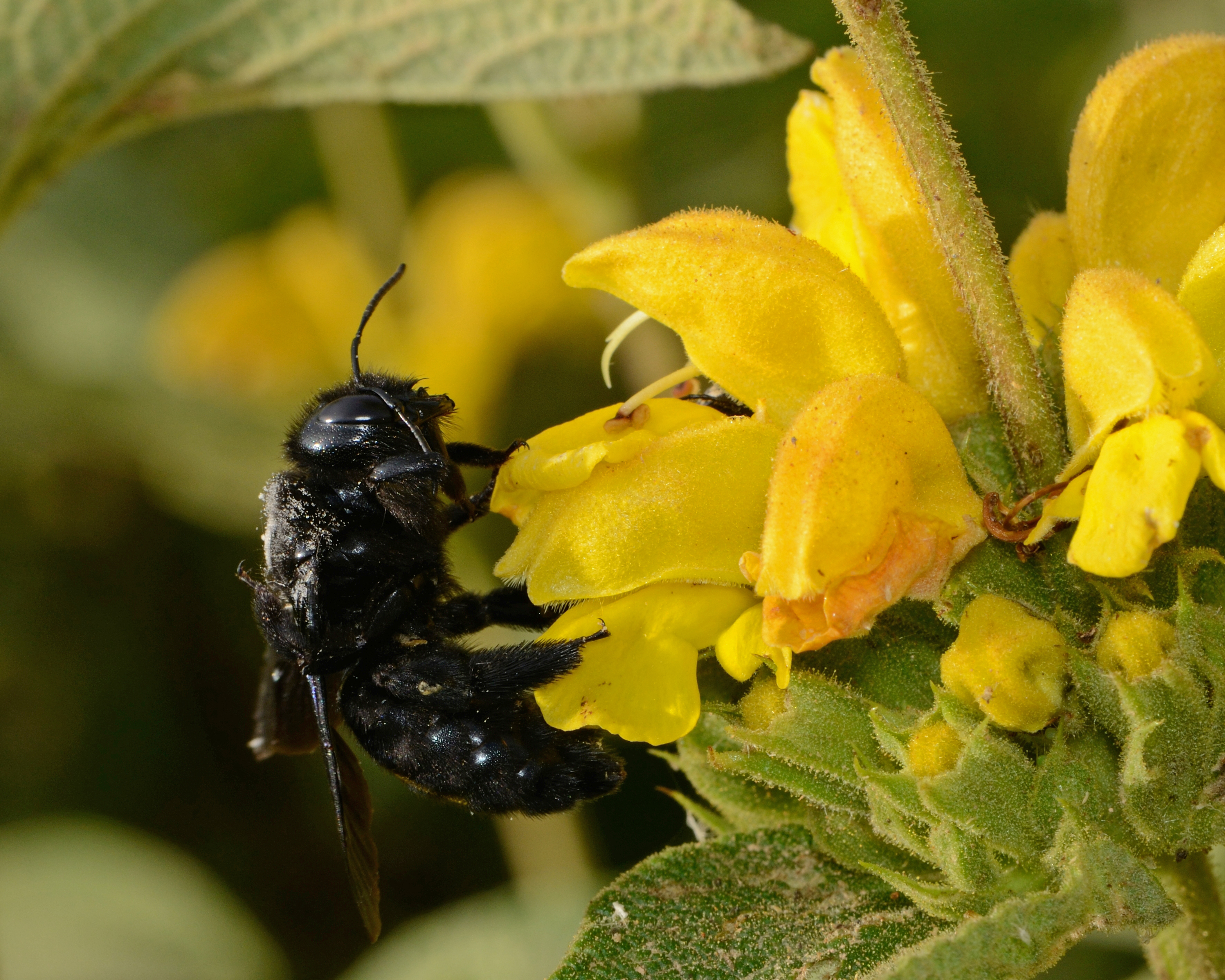
Xylocopa violacea

## 人間との関わり

### 都市伝説
クマバチとマルハナバチ類に関しては「航空力学的に飛べるはずがない」という類の都市伝説が20世紀から流布しているが、これは誤りである。主に航空機を対象とする従来の航空力学において昆虫の飛行一般の原理は大きな謎とされていたが、1980年代ごろから昆虫の飛行に関して前縁渦（leading-edge vortex）が果たす役割が明らかとなって原理の解明が進み、今日では工学的な再現や応用も視野に入れた研究が盛んに行われている。

### 熊蜂の飛行
リムスキー＝コルサコフの楽曲 "Полёт шмеля" は邦題『熊蜂の飛行』として知られるが、ロシア語の "Шмели" や英題にある英語の "Bumblebee" はマルハナバチを指す。ただし、英語圏においてもクマバチとマルハナバチは混同されることが多い。

### クマンバチ
「クマ」は哺乳類の熊になぞらえ、大きいもの、強いものを修飾する語として用いられる。このため、日本各地の方言において「クマンバチ」という地域が多数あるが、クマンバチという語の指す対象は必ずしもクマバチだけではない場合（クマバチ・スズメバチ・マルハナバチ・ウシアブほか）があり、多様な含みを持つ語である。クマバチとクマンバチでは別のハチを指す場合もある。「ン」は音便化用法であり、方言としても一般的な形である。

### スズメバチとの誤解
本種は大型ゆえにしばしば危険なハチだと解されることがあり、スズメバチとの混同がさらなる誤解を招いている。主に長崎県においてスズメバチのことを「クマンバチ（熊蜂）」と呼ぶことがあり、これが誤解の原因のひとつと考えられる。花粉を集めるクマバチが全身を軟らかい毛で覆われているのに対し、虫を狩るスズメバチ類はほとんど無毛か粗い毛が生えるのみであり、体色も大型スズメバチの黄色と黒の縞とはまったく異なるため、外見上で取り違えることはまずない。
ハチ類の特徴的な「ブーン」という羽音は、人間にとって「刺すハチ」を想像する危険音として記憶しやすく、特にスズメバチの羽音とクマバチの羽音は良く似た低音であるため、同様に危険なハチとして扱われやすい。
かつて、児童文学作品の『みつばちマーヤの冒険』において、蜜蜂の国を攻撃するクマンバチの絵がクマバチになっていたものがあったり、『昆虫物語 みなしごハッチ』のエピソード（第32話）で略奪を尽くす集団・熊王らがクマバチであった。少なくとも日本において、ミツバチのような社会性の巣を集団で襲撃するのは肉食性のスズメバチ（特にオオスズメバチ）であり、花粉や蜜のみ食べるクマバチにはそのような習性はない。童話の中であれば、ミツバチとは仲良しと扱われてもおかしくはない。このように、本種が凶暴で攻撃的な種であるとの誤解が多分に広まってしまっており、修正はなかなか困難な様子である。